# Войнуки
Войнуки (от слав. войник — воин, тур. Voynuklar) — члены привилегированной социальной группы в балканских провинциях Османской империи (в Румелии), наибольшее распространение получили в период с XIV по XVII столетие. Войнуки составляли отдельный экстерриториальный санджак и вербовались из православных славян и влахов. Наиболее распространены войнуки были в Болгарии, Македонии, Сербии. В мирное время войнуки занимались земледелием на своих передаваемых по наследству наделах, в военное время были обязаны нести вспомогательную службу в османских войсках в качестве иррегулярных легковооруженных отрядов. Были освобождены от большей части налогов, наделялись правом на военную добычу.

## Происхождение
Вероятно, войнуки происходят из рядов доосманской балканской знати, перешедшей на службу султанам после османского завоевания. Постепенно значение и социальный престиж войнуков падали, многие переходили в ислам для продолжения военной карьеры.

## Ранги
У войнуков была собственная воинская иерархия:
- войнук санджакбей
- войнукбей
- черибаши
- лагатор

## Обязанности
На войнуков возлагались обязанности по сопровождению военных походов:
- разведка;
- караульная стража;
- обеспечение транспортировки военных грузов;
- содержание лошадей.

## Близкие категории
- ямакы
- юрюки
- мартолосы
- арматолы
- дербенджи